# José Vicente de Olmos
José Vicente de Olmos (Córdoba, 1837-Buenos Aires, 11 de julio de 1909) fue un político argentino, gobernador de la provincia de Córdoba.

## Gobernación de Córdoba
Como venía sucediendo ininterrumpidamente desde hacía más de dos décadas, el Partido Autonomista Nacional imponía otra vez en 1904 al gobernador y vice de la provincia de Córdoba, José Vicente de Olmos y Félix T. Garzón, respectivamente. El régimen electoral se consideraba viciado debido al sistemático uso de fraude y coacción electoral. El sistema se caracterizaba por el voto oral o “cantado”, y el sufragio público, de modo que en el registro, al lado del nombre del votante, se dejaba constancia de a quién votaba cada uno. Eso no solo atemorizaba a los votantes sino que mientras se llevaba a cabo la votación era común la existencia de matones, la amenazas a los votantes, secuestro de las libretas de enrolamiento, falsificación de las actas comiciales, cambio de urnas- 
La sociedad cordobesa, al igual que la del resto del país, estaba dividida, y lejos de iniciar una administración de gobierno en medio de un clima de tranquilidad, el mandatario cordobés debió afrontar a los pocos meses una difícil situación.

### La revolución radical
La sociedad se encontraba partida, y con los mecanismos electorales restringidos. La oposición no veía otra posibilidad de terminar con el régimen, como llamaba al gobierno de los hombres del Partido Autonomista Nacional, que no fuera la revolución armada. Así se fue gestando un alzamiento contra las autoridades en varias provincias, pero que en Córdoba tuvo su mayor repercusión.
El amanecer del 4 de febrero de 1905 trajo la rebelión, encabezada militarmente por el teniente coronel Daniel Fernández y secundada por los principales dirigentes de la Unión Cívica Radical cordobesa.
Los militares y radicales insurgentes coparon la ciudad capital cordobesa y se enfrentaron contra las tropas leales al gobernador Olmos, dirigidas por el teniente coronel Gregorio Vélez. Las hostilidades, que duraron hasta el mediodía, arrojaron varios muertos de ambos bandos. Los revolucionarios tomaron prisionero al mandatario cordobés, al vicepresidente de la República Argentina Figueroa Alcorta que por casualidad se hallaba en Córdoba, y al hijo del General Roca, entre otros funcionarios, mientras que el General Julio A. Roca, que se encontraba en la estancia La Paz, se dirigía al norte del país.
Los vencedores formaron un gobierno, dirigido por el teniente coronel Daniel Fernández, y acompañado por Abraham Molina y Aníbal Pérez del Viso como ministros. 
Pero la intentona revolucionaria no había prosperado en las otras provincias, y los rebeldes cordobeses quedarían solos en la lucha. En búsqueda de una salida a la difícil situación, el ministro revolucionario Aníbal Pérez del Viso llevó al vicepresidente Figueroa Alcorta hasta las oficinas del telégrafo, donde le hizo establecer comunicación con el presidente Manuel Quintana. Una vez realizada la misma, Pérez del Viso tomó el lugar de Figueroa Alcorta y comenzó a proponer distintas soluciones, que obviamente protegían a los insurrectos. Más allá de que Quintana creía que era Figueroa Alcorta quien enviaba las proposiciones, el presidente se mantuvo siempre en una posición intransigente para con los radicales.
Dicha postura presidencial fue ratificada con el envío de tropas al mando del General Lorenzo Wintter, quien arribó a la capital cordobesa el 10 de febrero. La asonada llegaba a su fin, los principales referentes se refugiaron en algunos conventos, en tanto otros fueron apresados y remitidos a Ushuaia, siendo liberados por una amnistía meses después.
Más allá de los hechos revolucionarios que mantuvieron en vilo a la sociedad, el progreso seguía su marcha. En 1904, avanzaron las obras de aguas corrientes.Se habilitaban nuevas líneas ferroviarias, como la de Villa Dolores a San Luis,[cita requerida]
La noticia de la muerte del presidente Quintana, el 12 de marzo de 1906, conmocionó al país. La asunción del cordobés Figueroa Alcorta como Presidente, conllevó una menor influencia de Roca sobre las decisiones del Estado. Pero a pesar de las revoluciones, el oficialismo continuaría en el poder.
Tras su fallecimiento mientras se desempeñaba como senador nacional en julio de 1909, se inauguró una escuela (cuya construcción se inició durante su gobierno) la cual recibió el nombre de "Gobernador José Vicente de Olmos". Dicha escuela fue trasladada en la década de 1990, y el edificio se convirtió en centro comercial, recibiendo también el nombre de Olmos.